# Коко Роча
Микаила Роча (на английски: Mikhaila Rocha) е канадска манекенка, избрана за топ манекенка на Vogue.

## Биография
Роча е родена на 10 септември 1988 година във Ванкувър, Британска Колумбия или Торонто, Онтарио. Мести се в Ричмънд, Британска Колумбия на ранна възраст. Има ирландски, руски и уелски корени.
Открита е за сцената на 14-годишна възраст при представление на ирландски танци. Учила е в началното училище в Диксън, а след това и в гимназията на Хю Макробърт.